# Dysdera orahan
Dysdera orahan là một loài nhện trong họ Dysderidae.
Loài này thuộc chi Dysdera. Dysdera orahan được miêu tả năm 1997 bởi Arnedo, Oromí & Carles Ribera.